# Damanhur
Koordinaten: 31° 2′ N, 30° 28′ O

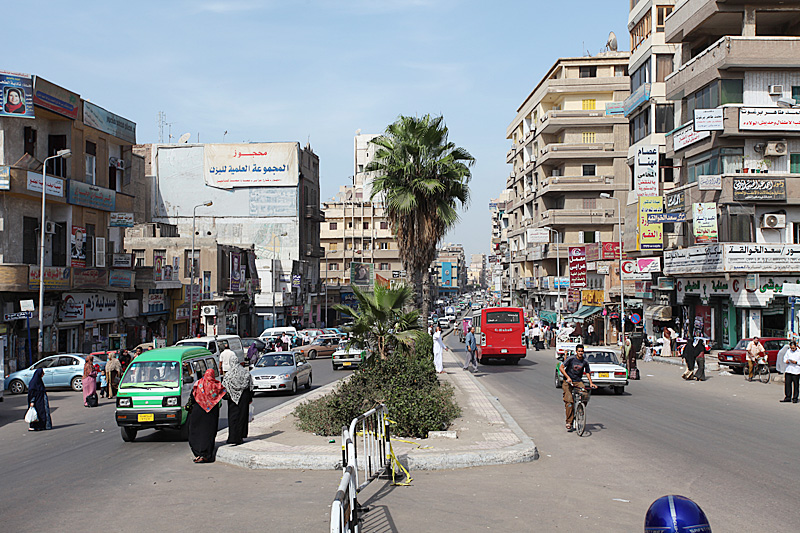
Damanhur, Ahmed-Orabi-Straße

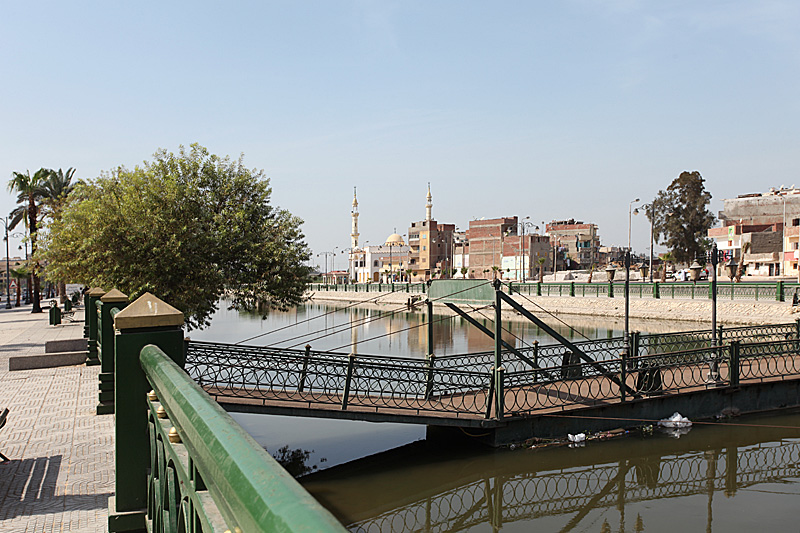
Damanhur, am Mahmudiyya-Kanal

Damanhur (ägyptisch Dmỉ-n-Ḥr.w „Dorf des Horus“; koptisch Ⲧⲙⲉⲛϩⲱⲣ; arabisch دمنهور, DMG Damanhūr) oder Hermopolis Mikra (altgriechisch Ἑρμοῦ πόλις μικρά) ist eine Stadt in Unterägypten, und Hauptstadt des Gouvernements al-Buhaira. Sie liegt 160 km nordwestlich von Kairo, und 70 km ostsüdöstlich von Alexandria, inmitten des westlichen Nildeltas.

## Geschichte
Im Alten Ägypten, war die Stadt zeitweise – neben Metelis – Hauptstadt des siebten Gaus (Wa-em-Huu-ges-imenti oder A-ment, griechisch Menelaites oder Metelites, auch „westlicher Harpunengau“) von Unterägypten. Sie lag auf dem Abhang eines Kanals, welcher den See Mareotis mit Kanopus oder dem westlichsten Arm des Nils verband. Die Stadt war dem altägyptischen Gott Horus geweiht. In griechischer und römischer Zeit wurde sie, in Anlehnung an den römischen Gott Hermes, der dem ägyptischen Gott Thot entspricht, Hermopolis Mikra oder Hermopolis Parva genannt. Als Hermopolis zog die Stadt die Aufmerksamkeit zahlreicher antiker Geographen auf sich, darunter Stephanos von Byzanz, Strabon, Ptolemäus und der Autor des Itinerarium Antonini. Hermopolis ist ein Titularbistum der römisch-katholischen Kirche.
Im Jahr 2008 lag die Bevölkerungszahl bei 247.074 Einwohnern (1986: 188.939).

## Wirtschaft und Infrastruktur
In der landwirtschaftlich geprägten Provinz al-Buhaira konnte sich eine vorwiegend landwirtschaftliche geprägte Industrie etablieren, z. B. die Produktion von Egreniermaschinen zur Verarbeitung von Baumwolle, von Maschinen zur Kartoffelverarbeitung und den Dattelanbau. Es gibt außerdem einen Baumwoll- und Reismarkt.

## Söhne und Töchter der Stadt
- Abdullah Ali El-Erian (1920–1981), Jurist und Diplomat
- Fouad Ibrahim (* 1938), Geograph
- Ahmed H. Zewail (1946–2016), Chemie-Nobelpreisgewinner von 1999
- Mohamed Nagy (* 1984), Fußballspieler

## Quelle
Dieser Artikel wurde aus der „Encyclopædia Britannica Eleventh Edition“ übersetzt, einer jetzt gemeinfreien Publikation (sogenannte public domain) und enthält Text aus dem ebenfalls gemeinfreien Dictionary of Greek and Roman Geography (1856) von William Smith.